# 平陸県
平陸県（へいりく-けん）は中華人民共和国山西省運城市に位置する県。

## 歴史
前漢により設置された大陽県を前身とする。南北朝時代の北魏及び西魏では河北郡の郡治とされた。567年（天和2年）、北周により河北県と、744年（天宝3載）には唐朝により平陸県と改称され現在に至る。

## 行政区画
- 鎮:聖人澗鎮、常楽鎮、張店鎮、張村鎮、曹川鎮、三門鎮、部官鎮、洪池鎮
- 郷:杜馬郷